# ルドルフ・シモンセン
ルドルフ・シモンセン（Rudolph Simonsen、1889年4月30日 - 1947年3月28日）は、デンマークの作曲家。
アグネス・アドラーにピアノを、オット・マリングに音楽理論を師事し、1911年にピアニストとしてデビューした。1931年よりデンマーク音楽アカデミーの院長を務めた。
代表作には1920年から1925年にかけて書かれた4つの交響曲があり、それぞれ『シオン』『ヘラス』『ローマ』『デンマーク』の副題がつけられている。1928年には交響曲第2番『ヘラス』がアムステルダムオリンピックの芸術競技で銅メダルを獲得した。その他の作品にはピアノ協奏曲や2つの弦楽四重奏曲がある。